# Provincia del Sur (Tolima)
La provincia del Sur es una de las seis regiones en que se subdivide el departamento colombiano del Tolima; está conformada por los siguientes municipios:
- Ataco
- Chaparral
- Coyaima
- Natagaima
- Ortega
- Planadas
- Rioblanco
- Roncesvalles
- San Antonio